# Byakkotai (film)
Byakkotai (びゃっこたい?) è un dorama giapponese d'impostazione storica andato in onda su TV Asahi nel 2007 diviso in due parti; tra i personaggi protagonisti che interpretano un ruolo di rilievo vi sono Tomohisa Yamashita e Kōki Tanaka (dei KAT-TUN).
Per la precisione si tratta di un Tanpatsu, ovverosia un film per la tv (dorama ad episodio unico).
Il Tanpatsu si suddivide tra evocazione storica ed epoca moderna: il dramma viene rivissuto attraverso il ricordo di un giovane discendente da uno dei ragazzi suicidi. Una colonna commemorativa esiste ancor oggi sulla collina ove i martiri Byakkotai fecero scorrere il loro sangue e ad ogni anniversario si svolgono commemorazioni celebrative.

## Trama
La storia narra una vicenda epica accaduta realmente durante la guerra Boshin combattuta tra il 1868-69. Byakko significa letteralmente tigre bianca, ed è questo il nome che fu dato ad un gruppo di sedicenni figli di samurai originalmente appartenenti alla riserva militare: durante una battaglia rimasero tagliati fuori dal resto della loro unità e, in preda allo sconforto e per non cadere in mano nemica, commisero seppuku (il suicidio rituale onorevole dei samurai).
Shintaro è un ragazzo dei giorni nostri che spreca il suo tempo tra gratuiti atti di ribellione nei confronti della società in cui si trova costretto a vivere, menefreghismo verso i doveri e le responsabilità che gli competono e mancanza di rispetto verso gli anziani: ma il passato tornerà prepotentemente a farsi avanti.
Lui ed il suo amico Yusuke si troveranno coinvolti in un'antica storia più grande di loro accaduta ai loro antenati; il ritorno al XXI secolo li vedrà molto diversi da com'erano stati fino ad allora, cambiati e maturati in meglio.

## Interpreti, personaggi
- Tomohisa Yamashita è Sakai Mineji e Sakai Shintaro
- Kōki Tanaka è Shinoda Gisaburo e Shinoda Yusuke
- Taisuke Fujigaya è Ito Matahachi
- Shota Saito è Tsuda Sutezo
- Sho Tomita è Nishikawa Katsutaro
- Hiromi Sakimoto è Iinuma Sadakichi
- Yuki Tsujimoto (辻本祐樹) è Nagase Yuji
- Ryo Hashizume è Ishida Wasuke
- Tochihara Rakuto
- Kousuke Kujirai (鯨井康介) è Adachi Tozaburo
- Yukihiro Kotani (小谷幸弘)
- Masaya Tagana (多賀名将也) è Ibuka Motaro
- Mitsunori Hanaya (花谷充規)
- Hiroki Kouno è Shintaro Ikegami
- Ikkei Watanabe
- Takeshi Masu
- Yutaka Matsushige
- Meisa Kuroki - Sayoko
- Shiro Ito - Mineo
- Masaya Kikawada
- Hideo Ishiguro